# Johanneskirche (Oberfalkenstein)
Die römisch-katholische Johanneskirche Oberfalkenstein am Pfaffenberg (Gemeinde Obervellach) war ehemals die Kapelle der Burg Oberfalkenstein und ist heute eine Filialkirche der Pfarre Obervellach. Die Johannes dem Täufer geweihte Kirche steht nahe der Tauernbahn oberhalb der Falkensteinbrücke.

## Baubeschreibung
Das Gotteshaus ist ein kleiner, steil aufragender Bau des 18. Jahrhunderts. Von der Burgkapelle ist im Südteil noch ein romanischer Mauerkern unter dem jetzigen Kirchenbodenniveau vorhanden. Im Inneren ist die Kirche ein apsisloser Saal mit einer zweigeschoßigen Holzempore. Das Deckengemälde zeigt die Taufe Christi. 1990 wurden zwei um 1700 entstandene Apostelkreuze freigelegt.

## Einrichtung
Am Hochaltar von 1772 ist die Taufe Christi zu sehen. Die Schnitzfiguren stellen Zacharias und Elisabet, die Eltern des Johannes dar. Der seitliche Marienaltar entstand um 1700. An der Kanzel aus dem zweiten Viertel des 18. Jahrhunderts sind die vier Evangelisten und die Anbetung des Kindes wiedergegeben.
Ein zur Kirche gehörendes, um 1500 geschaffenes Tafelbild der heiligen Barbara und ein spätgotisches Johanneshaupt sind in Verwahrung.
Bilder Innenausstattung

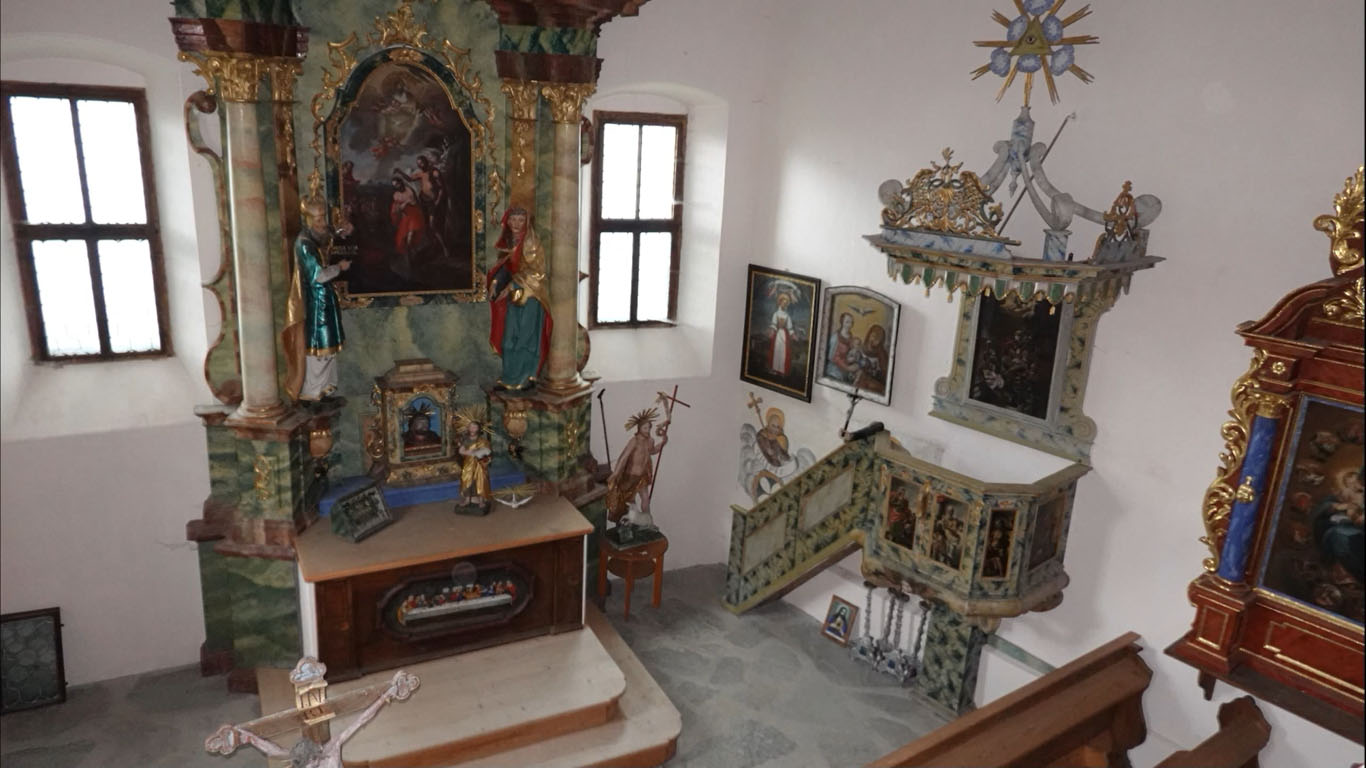
Blick in den Kirchenraum
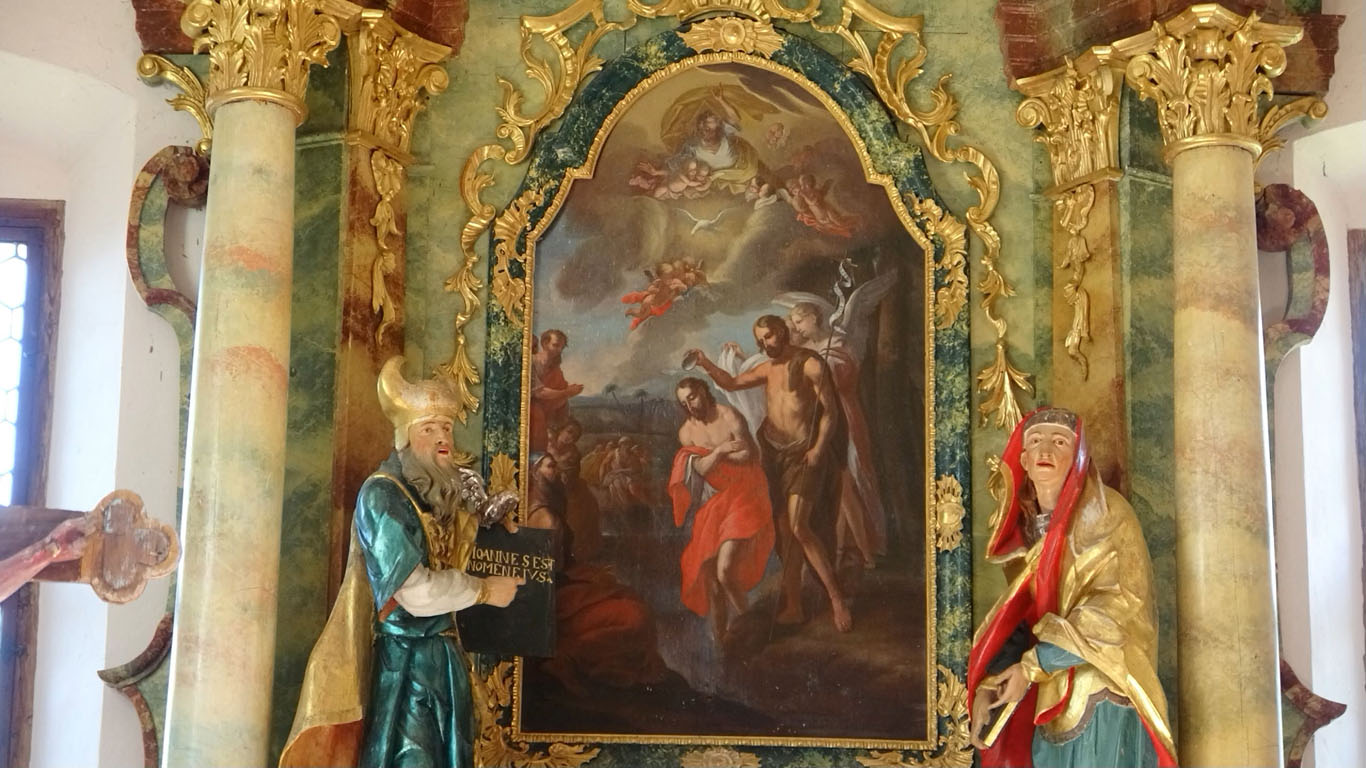
Detailaufnahme Hochaltar

## Jährliche Veranstaltungen
Jährlich wird am Sonntag nach dem Johannestag das Patrozinium der Kirche gefeiert.
Am zweiten Sonntag im Oktober jeden Jahres begeht man hier den pfaffenberger Kirchtag.

## Bildergalerie
- Ruine Oberfalkenstein mit Johanneskirche um 1909

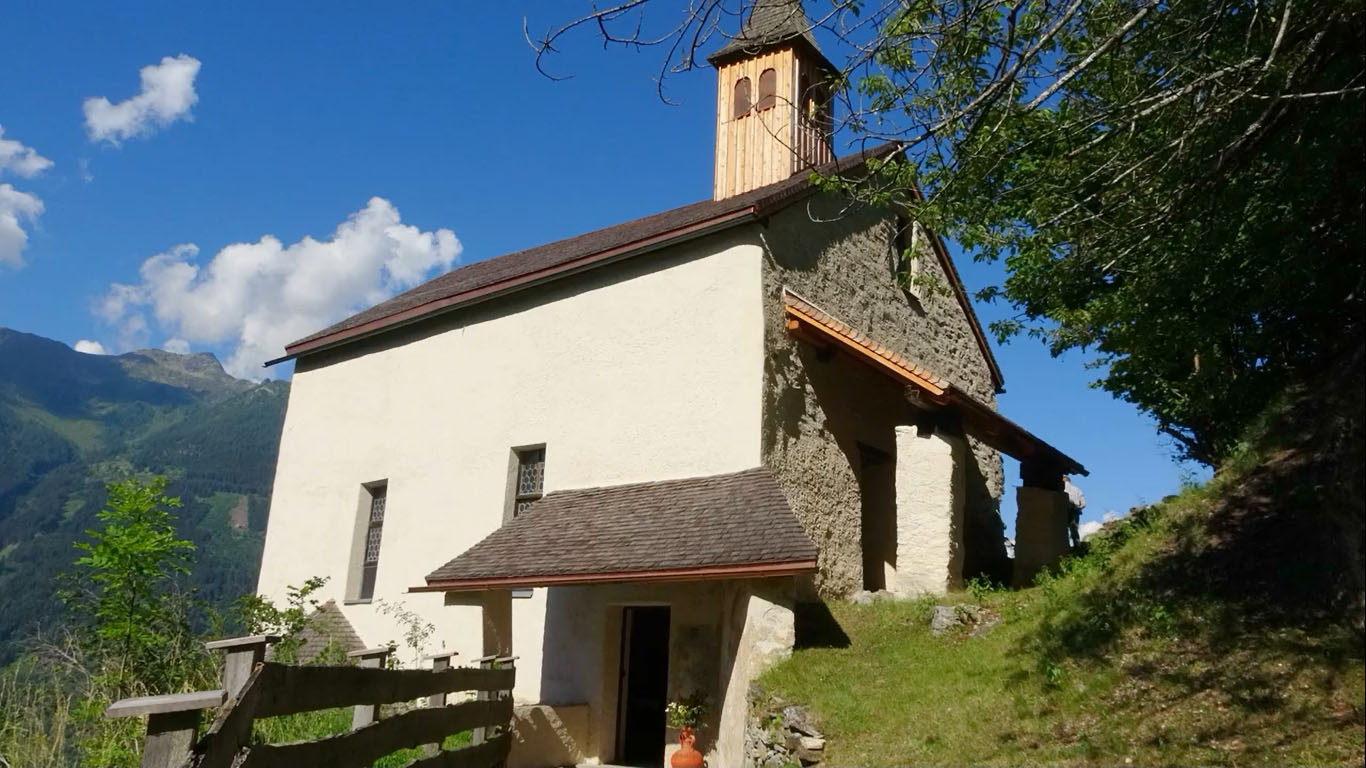
Ansicht von Osten
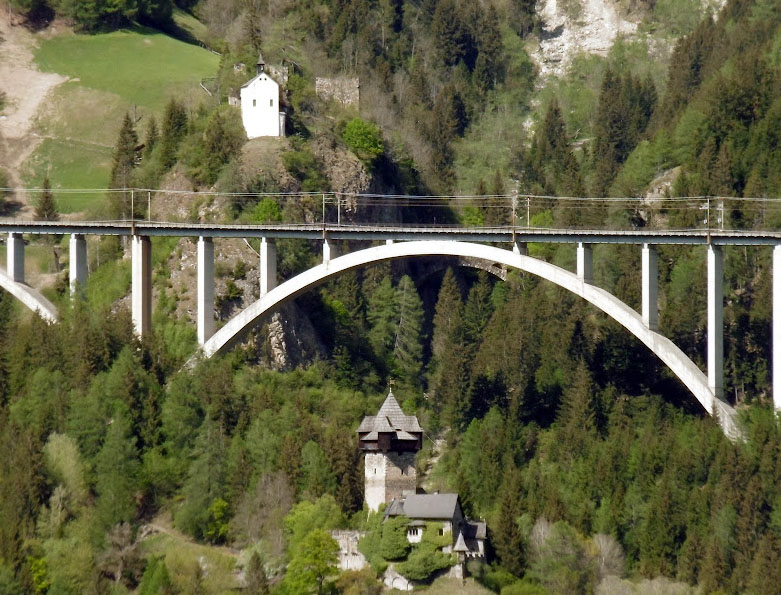
Johanneskirche mit Burg Falkenstein und Falkensteinbrücke
Ruine Oberfalkenstein mit Johanneskirche und Tauernbahn um 1909
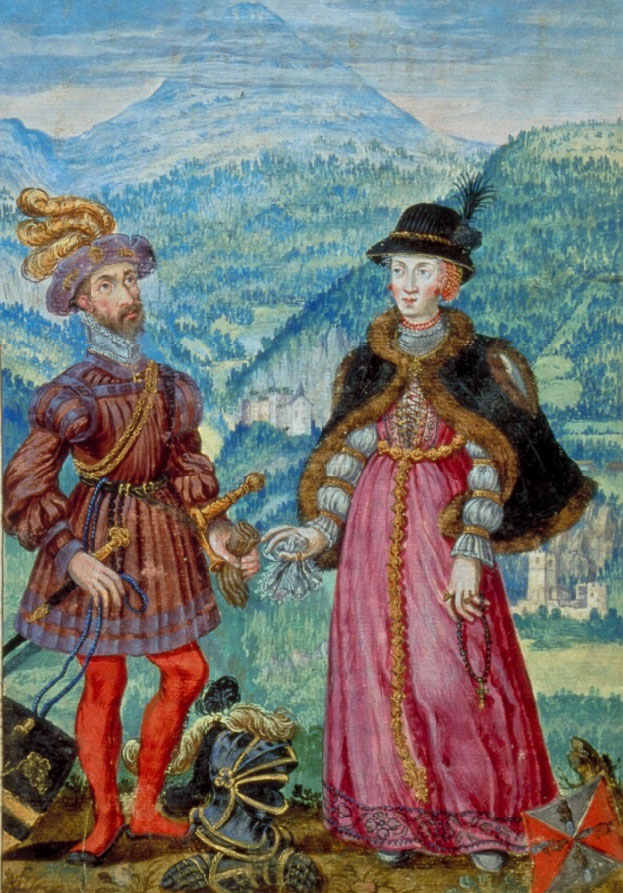
Hans und Katharina Khevenhüller (Johanneskirche in der Bildmitte)